# Divätepolonid
Divätepolonid, H2Po eller PoH2, är en extremt giftig och radioaktiv kemisk förening av grundämnena väte och polonium. Den är flyktig och mycket instabil. Enligt Holleman–Wiberg har den endast uppmätts i gasfas, i mycket små mängder. Divätepolonid kan produceras genom reaktion mellan aluminiumpolonid (Al2Po3) och vatten eller mellan metalliskt polonium och vätgas vid höga temperaturer.
Al2Po3 + 6 H2O –> 3 H2Po + 2 Al(OH)3
Divätepolonids kemiska egenskaper är dåligt kända, men forskning pågår på bland annat MIT i samband med utveckling av en bly-vismutkyld kärnreaktor som drivs av aktinider.